# 로잰 바
로잰 체리 바(영어: Roseanne Cherrie Barr, 1952년 11월 3일 ~ )는 미국의 배우이며, 정치인이다.

## 역대 선거 결과
| 선거명      | 직책명        | 대수 | 정당         | 득표율 | 득표수 (선거인단) | 결과 | 당락 |
| ----------- | ------------- | ---- | ------------ | ------ | ----------------- | ---- | ---- |
| 2012년 선거 | 미국의 대통령 | 44대 | 평화와자유당 | 0.05%  | 67,278표 (0명)    | 6위  | 낙선 |

## 영화
- 그녀는 악마
- 마이키 이야기 2
- 나이트메어 6: 프레디 죽다
- 카우걸 블루스
- 세실 B. 디멘티드
- 카우 삼총사

## 텔레비전
- 로잔느 아줌마
- 제너럴 호스피털
- 솔로몬 가족은 외계인
- 못말리는 유모
- 마이 네임 이즈 얼
- 오피스 (미국의 시트콤)
- 돌연변이 특공대 닌자 거북이
- 밀러 가족